# Сімон Шедін
Сімон Шедін (4 жовтня 1986) — шведський плавець.
Учасник Олімпійських Ігор 2008, 2016 років.
Призер Чемпіонату Європи з водних видів спорту 2008 року.
Призер Чемпіонату Європи з плавання на короткій воді 2013, 2015 років.